# Mainosa
Mainosa longipes es una especie de araña araneomorfa de la familia Lycosidae. Es el único miembro del género monotípico Mainosa. Es originaria de Australia.